# لوسيان مساماتي
لوسيان وينا مساماتي (بالإنجليزية: Lucian Wiina Msamati)‏ (مواليد 5 مارس 1976)، هُو مُمثل بريطاني تنزاني.

## وصلات خارجية
- لوسيان مساماتي في قاعدة بيانات الأفلام على الإنترنت